# Atenió (pintor)
Atenió (en llatí Athenion, en grec antic Ἀθηνίων) fou un pintor grec nascut a Maronea a Tràcia, que va viure entre els segles IV i III aC.
Va ser deixeble de Glaució de Corint i contemporani probablement del pintor Nícies. Els dos pintors tenien un estil semblant, més excel·lent el d'Atenió, encara que més dur. Va prometre que seria el millor en el seu art, però va morir jove, segons explica Plini el Vell a la Naturalis Historia.